# حارة القحيف (ذمار)
حارة القحيف هي إحدى حارات مدينة ذمار التابعة لمحافظة ذمار، بلغ تعداد سكانها 1,161 نسمة حسب تعداد اليمن لعام 2004.